# Estádio Urbano Caldeira
Das Estádio Urbano Caldeira ist ein Fußballstadion im Bairro Vila Belmiro der brasilianischen Hafenstadt Santos, Bundesstaat São Paulo. Es bietet heute Platz für 16.068 Zuschauer und ist die Heimspielstätte des Fußballvereins FC Santos. Es ist auch als Estádio Vila Belmiro bekannt. Es ist nach dem ehemaligen Santos-Spieler Urbano Vilella Caldeira Filho (1890–1933) benannt.

## Geschichte
Das Estádio Urbano Caldeira wurde 1916 erbaut. Am 12. Oktober des Jahres folgte die Eröffnung des neuen Stadions. Vier Jahre zuvor wurde der FC Santos gegründet. Das Stadion wurde nach Urbano Caldeira 1933 benannt, einem Spieler und Manager des Klubs, welcher im März des Jahres verstarb. Der FC Santos gewann bis heute achtmal die Campeonato Brasileiro de Futebol und einmal die Copa do Brasil. Außerdem gelang dem Verein dreimal der Gewinn der Copa Libertadores, dem südamerikanischen Gegenstück zur UEFA Champions League sowie zweimal den Weltpokal. Damals spielte beim FC Santos der vielleicht beste Fußballspieler aller Zeiten, Edson Arantes do Nascimento, genannt Pelé. Der bis heute einzige, dreimalige Fußballweltmeister spielte fast seine ganze Karriere beim FC Santos (1956–1974). Bei einem Meisterschaftsspiel 1964 gegen Botafogo im Vila Belmiro schoss Pelé allein acht Tore beim 11:0-Sieg. Am 2. Oktober 1974 spielte er sein letztes Spiel als aktiver Fußballer ebenfalls im Vila Belmiro beim 2:0 gegen die AA Ponte Preta.
Die Rekordkulisse wurde am 20. September 1964 erreicht, als die Corinthians aus São Paulo in Santos gastierten. Das 0:0 zwischen den beiden Mannschaften sahen 32.989 Zuschauer. Bei der Partie wurden insgesamt 181 Menschen verletzt, als in der 6. Minute ein Teil einer Tribüne zusammenbrach. Das Spiel wurde abgebrochen und zehn Tage später im Estádio do Pacaembu in São Paulo nachgeholt. 1997 wurde am Stadion eine Renovierung vorgenommen, bei der u. a. moderne Elektronik installiert wurde und ein neuer Rasen eingesetzt wurde. 2003 eröffnete der FC Santos ein Vereinsmuseum in den Innenräumen des Stadions, in dem sich der Besucher einen Überblick verschaffen kann über die Geschichte des Vereins.
Am 2. Januar 2023 wurde der am 29. Dezember 2022 im Alter von 82 Jahren verstorbene Pelé für 24 Stunden in der Spielfeldmitte des vereinseigenen Stadions aufgebahrt, damit sich die Menschen von der Fußball-Legende verabschieden konnten. Um den Sarg wurden 80 Stühle für Freunde und Verwandte platziert und mit einem Pavillon überdacht. Die Fans konnten auf einer Art Laufsteg etwa fünf Meter am Sarg vorbeischreiten. Über 230.000 Menschen und der brasilianische Staatspräsident Lula da Silva erwiesen Pelé bei der Totenwache die letzte Ehre. Nach einer Trauerprozession wurde Pelé am 3. Januar in das Friedhofshochhaus Memorial Necrópole Ecumênica in Santos gebracht.

## Galerie

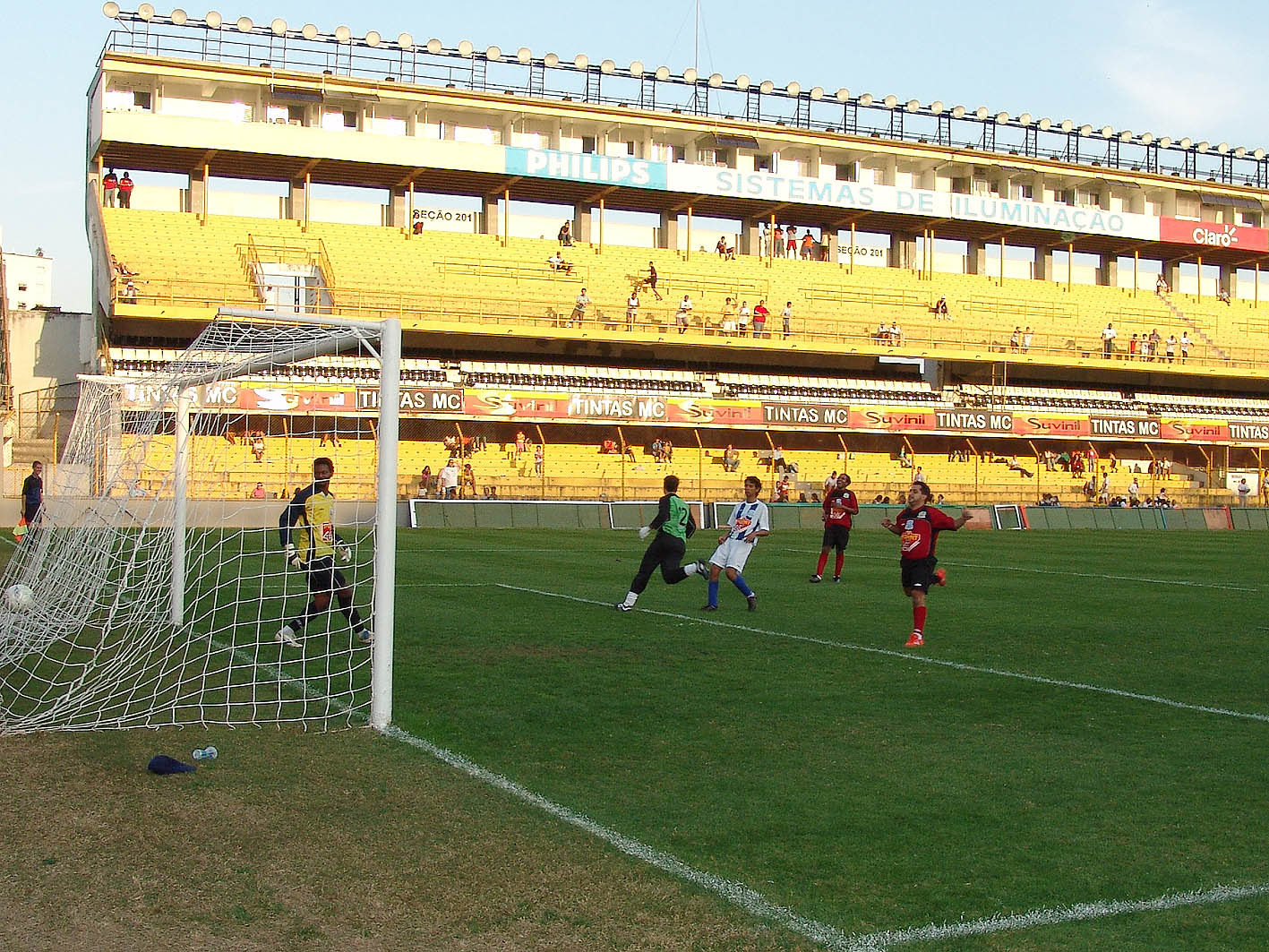
Estádio Urbano Caldeira (Januar 2003)
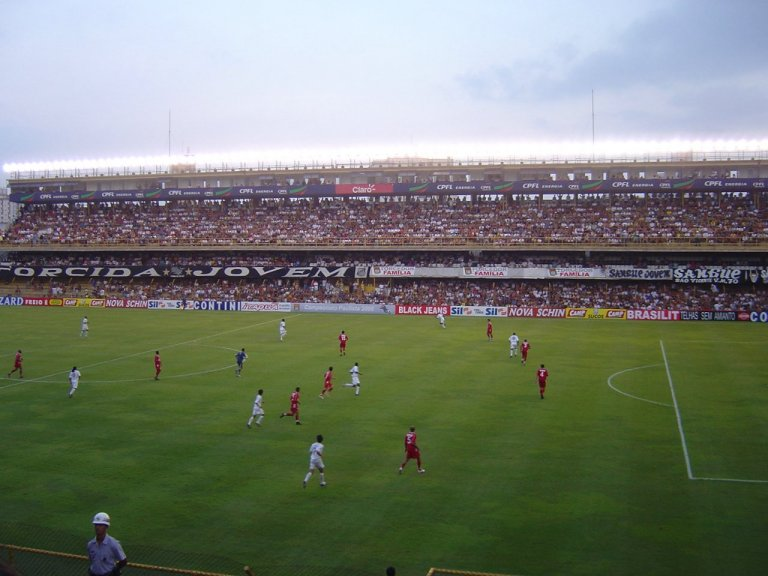
Estádio Urbano Caldeira (Januar 2006)